# Lotte Verbeek
 (janvier 2024).
Si vous disposez d'ouvrages ou d'articles de référence ou si vous connaissez des sites web de qualité traitant du thème abordé ici, merci de compléter l'article en donnant les références utiles à sa vérifiabilité et en les liant à la section « Notes et références ».
Lotte Verbeek, née le 24 juin 1982 à Venlo, est une actrice, danseuse et mannequin néerlandaise.
Son rôle le plus connu est celui de Giulia Farnèse dans la série télévisée canadienne, hongroise et irlandaise The Borgias de Neil Jordan. Elle est aussi connue pour interpréter le rôle de Geillis Duncan dans la série télévisée Outlander.

## Biographie
Lotte Verbeek a fait ses études à Venlo et est diplômée en 2008 de l’École des Arts d’Amsterdam. À partir de 1999, elle a fréquenté l’Académie de musique, de danse et de théâtre à Arnhem où elle a obtenu son diplôme en 2006. Pendant ses études, elle a travaillé comme danseuse et modèle pour le photographe Erwin Olaf.

### Carrière
Lotte a commencé sa carrière d’actrice à travers des rôles principaux dans les films néerlandais tels que Moes (2006) et LEFT (2007).
En 2009, elle a remporté le Léopard de la meilleure interprétation féminine au festival international du film de Locarno pour son rôle d’Anne dans Nothing Personal, film néerlandais dirigé par Urszula Antoniak. Pour ce même film, elle a également reçu l’Étoile d’or de la meilleure interprétation féminine au festival international du film de Marrakech en 2009.
En 2011, elle incarne Giulia Farnèse, une des maîtresses du pape Alexandre VI dans la série américaine The Borgias aux côtés de Jeremy Irons, d’Holliday Grainger et de François Arnaud.

## Filmographie
- 2012 : Suspension of Disbelief : Angélique
- 2011–2013 : The Borgias (série télévisée) : Giulia Farnese
- 2014 : Nos étoiles contraires (The Fault in Our Stars) : Lidewij Vliegenthart
- 2015 : Le Dernier Chasseur de sorcières de Breck Eisner : Helena
- 2016 : Agent Carter (série télévisée) : Ana Jarvis
- 2016 : Blacklist (série télévisée) : Katarina Rostova
- 2014-2017 : Outlander : Geillis Duncan / Gillian Rodgers (8 épisodes)
- 2025 : Nuremberg de James Vanderbilt